# プロレスリング・ノア
プロレスリング・ノア（英: PRO-WRESTLING NOAH）は、日本のプロレス団体。

## 団体名の由来
旧約聖書の創世記に登場する人物（詳しくは「ノア」を参照）。団体のロゴには創世記の中でオリーブの葉をくわえて戻り嵐が終わったことを知らせた鳩が使われていた。
興行のタイトルには「Departure（出航）」「GREAT VOYAGE（偉大な航海）」、シリーズ名には「Navigation（航海）」（2008年から「Navig.」と略して表記）という名前が用いられ、団体の運営は航海に擬えられている。
ファンクラブ名は「ノアの方舟」を意味する「NOAH'S ARK」である。

## 概要
1999年5月、1月31日に死去したジャイアント馬場の後を引き継ぎ全日本プロレスの代表取締役社長に就任した三沢光晴が、馬場の夫人である馬場元子と意見の衝突を繰り返し強い不満を抱いていた。
2000年5月の臨時取締役会で代表取締役社長を解任されて、6月の定例役員会で役員を辞任して三沢を含む多数の選手、スタッフが全日本を退団。6月16日、ディファ有明で記者会見を行って新団体の設立を発表。8月5日、ディファ有明で旗揚げ戦を開催。旗揚げ戦を含む3会場でチケット6,000枚が1時間足らずで完売して注目度の高さを示した。

## 特徴
以前は、日本武道館大会を定期的に実施する唯一のプロレス団体であった。2007年12月2日に行われた小橋の復帰戦、2009年9月27日に行われた三沢の追悼興行では2階席の最上階まで立ち見指定席を設けて超満員（17,000人）の観衆を記録した。だが、観客動員の減少に伴って日本武道館の興行も減少したため、代わりに有明コロシアムが使用される頻度が増加していった。2017年にはその使用もなくなり、現在は横浜武道館がビッグマッチの試合会場として使用されている。
しかし、2022年より再び大箱興行を定期開催する運営方針に転換、その元年となった2022年は、日本プロレス界初となる元日日本武道館大会を含む、年２度の日本武道館大会（1月、7月）、両国国技館大会2Days（4月）、大田区総合体育館大会（5月）、プロレス初進出となる有明アリーナ大会（10月）を打ち出し、Cyberfight Festivalを含めると、年に６回のビッグマッチを開催。
他団体との交流については、活発化と断絶を繰り返す例が多く、2019年にリデットエンターテインメントが新たなオーナーとなってからは、新たな方針として基本的に他団体に所属選手の派遣を行わない部分的な鎖国体制にすることを公表していた。2020年よりサイバーエージェント社の連結子会社となってからは、鎖国体制を徐々に解除し、疎遠となっていた新日本プロレスとも交流を持つなど、他団体への興行にも参戦するようになっている。2022年の時点ではプロレスリングZERO1やDRAGONGATEや同じ連結子会社のDDTプロレスリングなどとの関係が良好となっている。

### 運営
三沢が全日本の社長時代では実施できなかった大型のセット、ライトアップ、花道など華やかな演出を充実させた。しかしリング上の試合内容は全日本時代から大きな変化はなく、三沢が「スポーツライク」と表現する伝統的な駆け引きや受けの美学を中核とした試合を行っている。アングルは1シリーズ内で終わる程度の短期間である。各所属選手の素の属性に関連したものが多く、リング外での活動はあくまでも添え物程度である。
競技性以外の要素としては、セガのトレーディングカードアーケードゲーム「甲虫王者ムシキング」 とタイアップした覆面レスラーのムシキング・テリーとムシキング・ジョーカーを登場させてムシキングの主要対象の少年層に訴求したり、笑いの要素の強いコミカルな試合も興行の中に組み入れている。グッズ売り場では、1回500円で三沢の名刺が入ったケースなどの小物、選手のコスチュームなどの愛用品、直筆サイン色紙、ポスターや過去の大会のパンフレットなどがもらえる「のあのあクジ」を行っていた。
試合開始前、休憩中、試合終了後には所属選手によるサイン会や撮影会を日替わりで開催している。

### マッチメイク
2007年に入るまでは、好カードと呼ばれる組み合わせを乱発せずビッグマッチ用に温存することが特徴であった。大規模会場のメインイベント級のカードを大量消費してしまうリーグ戦は原則として行わなかった。カード温存の理由としては、選手への負担が高く、負傷の原因となる点が挙げられている。これは、過去の激しい消耗戦を体験している三沢社長の意思と言われているが、内部からも反対意見が出ることがある。また関東圏でのビッグマッチ、特に武道館におけるビッグマッチに力を注ぎ、地方ではビッグイベントが無いとの不満が特に地方都市在住のファンから指摘されている。2007年以降にジュニアヘビー級タッグリーグ、GHC王者挑戦権獲得リーグ、モーリシャス杯、グローバル・タッグリーグなど、多数のリーグ戦が行われたことからこの規制は解除されている。
他団体と比較するとユニットの数が少なく、ユニット対抗戦などは活発ではない。各ユニットは敵対関係は薄い傾向があり、マッチメイクの目安程度として位置付けられていることが多い。そのため軍団を超越したタッグ編成もしばしば見受けられる。なお、最近ではユニット抗争を積極的に行うケースも増えている。

### ジュニアヘビー級
王座には階級の区別があることを除き、試合はヘビー級とジュニアヘビー級を等しく扱っている。そのためヘビー級とジュニアヘビー級の混合試合は日常的に行われている。
混合が当たり前のように行われているノアにおいては、ヘビー級王座にジュニアヘビー級の選手が挑戦することも珍しくなくなっている。実際に2002年には小川良成、2006年には丸藤がジュニアヘビー級の選手ながらヘビーのベルトを手に入れている。日本のプロレス史上初めてヘビー級選手権試合を丸藤正道（王者）対KENTA（挑戦者）というジュニアヘビー級の選手同士で行ったこともある。
ジュニアヘビー級という階級が出来た後もプロレスの花形はヘビー級の対戦と考えられ、ジュニアヘビー級の選手がメインを飾るということは考えられなかったが、ノアでは金丸義信や丸藤、KENTA等のジュニアヘビー級の選手が全日本時代の「四天王プロレス」を髣髴とさせるような好試合をするようになる。彼らのうち、丸藤とKENTAが俗に言うイケメンであり、試合のスタイルも華やかな動きと緩急で魅せる丸藤、キックスタイルのKENTAと素人にも非常に分かり易いこともあってか彼らを目当てにした若い女性客が一時的に増えたが、これらの選手が結婚したこともあり、ノアの生命線とも言える女性ファンが減少してきていると、2009年当時ゼネラルマネージャーだった仲田龍が語った。三沢の急逝や小橋、田上の第一線離脱によって現在のノアは一線級でのヘビー級の人材が不足しており、丸藤、KENTAがそれぞれユニットのリーダーとして団体を牽引してヘビー級王座戦線に参戦するなどオープンウェイト化が進んだ。

### 企画
2005年末に4人の新人がデビューして若手選手の出場機会の減少が危惧された。その対抗策として、丸藤やKENTAなど若手を中心にした興行「プロレスリング・セム」が発表された。初回興行は2006年3月21日。常設であるディファ有明を半分ほどに仕切り、300人から500人規模で行った。リングマットの色は、ノアで用いられる緑ではなくピンクと紫が使用される。サプライズとして他団体の選手やベテラン選手も参戦する場合がある。初の試みとして、これまでセムはディファ有明のみで行われてきたが、2007年8月には春日部市に於いて、入場無料で興行が行われた。その後はグローバルレスリング同盟加入の多団体交流戦の形で、ノア以外の団体が主催で開くこともあった。
2007年、summer navigation 07よりノア内初のリーグ戦、「日テレG+杯争奪ジュニアヘビー級タッグ・リーグ戦」が開催された。7月1日ディファ有明から7月15日日本武道館まで開催。このリーグ戦はその後若手のシングルで争われる「モーリシャス杯」、トップのヘビー選手がタッグで競う「グローバル・タッグリーグ戦」など少しずつ拡大してきている。
2008年には若手選手育成で、旧全日本プロレスでジャンボ鶴田、三沢（タイガーマスク時代）、小橋、秋山らがこなした「7番勝負」の復活版として「谷口周平の驀進10番勝負」、「青木篤志の閃光10番勝負」を開催。この両名は2007年11月に行われた「モーリシャス杯争奪リーグ戦」で上位2位に入った特典として与えられたもので、1年間をかけてベテラン選手を相手にそれぞれに10試合ずつの試合をこなした。1年以上かかったものの10番勝負は終了し、その結果は谷口が10戦全敗、青木が1勝9敗だった。

### 雰囲気
全日本プロレス時代からの慣習（馬場の指導）で、入門順に関わらず年長のプロレスラーは、「〜さん」を付けて名前を呼び、年齢に関わらず入門順の早いレスラーを同様に「～さん」付けで呼ぶ。このため、先輩後輩がお互いを「さん」付けで呼び合うケースがよく見られる。例を挙げると、力皇猛は森嶋猛や丸藤らよりプロレス界では後輩になるが、森嶋や丸藤らは「リキさん」と「さん付け」して敬語を使っている。杉浦貴も自衛隊でレスリングの実績を積んでいた関係上、入門が遅れているが、金丸らは「杉浦さん」と呼び、敬語を使う。その他、レスリング界で随一の実績を持つ本田多聞も入門が遅れているが、小橋は「本田」とは呼ばず、「本田選手」、「多聞ちゃん」などと呼んでいるほか、秋山準も「本田さん」、「多聞さん」などと呼ぶ。ただし、齋藤は自身より年下でデビューも遅い秋山に対して「秋山選手」と呼んで敬語を使うのだが、その秋山より先輩である井上雅央に対しては「マサオ」と怒鳴ったような口調で呼んでいる。

### 参戦選手
団体発足当時は、フリーの選手や他団体の選手がリングに上がることは少なかったが、2001年から開始されたプロレスリングZERO-ONEとの対抗戦で大谷晋二郎、田中将斗、高岩竜一らが継続参戦をしたあたりから他団体選手もよく上がるようになり、その後は国内外問わず頻繁に団体外の選手が上がっている。獣神サンダー・ライガーのGHCジュニアヘビー級王者時代には、他団体のヒールという自分の立場を最大限に利用して積極的に活動して大ブーイングを生み出して観客を大いに沸かせた。
常連フリー選手ともなると、「給与形態以外は全て所属選手と同じ」ということも多く（例としてSUWAや、フリー参戦時代の齋藤彰俊、石森太二など）、テーピングなどの会社の備品を使ったために本来は選手会興行に出場しないはずの選手が強制参加させられたことがあった。

### 海外遠征
1990年代以降、当時の全日本プロレスは鎖国体制を取っていたのと同時に、代表であったジャイアント馬場の、今の海外への武者修行は得るものがないという考えから、海外遠征に消極的だったため、田上、小橋以降の世代はノアに移籍するまで海外遠征の経験がない者がほとんどであったが、ノアでは提携団体を中心に積極的に海外への選手派遣を行っている。ただし、長期遠征に対しては慎重な態度を取っている。
2006年より、ノア名義でイギリスにアパートを借りていた。これはノアにも参戦しているダグ・ウィリアムスのコネクションでイギリスで行われる大会に若手選手を派遣するためだが、小橋や丸藤らがアメリカに遠征して試合を行ったり、三沢らがヨーロッパの大会に参戦する形とは違い、「イギリスに行く」以外は何も決まっていないまま、若手選手を派遣。通常、海外遠征には渉外部長である仲田GMや通訳が同行するが、このプランについては選手のみが派遣され、言葉も通じない、電車の切符も買えない状況となる。仲田GM曰く「かつてロッキー羽田さんたちが行っていた海外留学を再現させた」。選手達に一回り大きくなってもらおうという配慮であるが、非常に過酷である。現在は就労ビザの関係で欧州を中心にローテーションを組んで若手を派遣する形となっている。アメリカでは就労ビザが比較的高価なため、修行という形で若手選手を派遣するのは割に合わないそうであった。メキシコなどにも参戦している。
これまでは長期遠征に関しては慎重な態度を崩していなかったが、業務提携しているROH側からのオファーがあったことから、若手の潮崎を2008年の年明けから武者修行という形で一時ROHに派遣した。
その後は、単発での選手派遣は行われていたものの長期派遣は行われずにいたが、2017年7月に清宮海斗を無期限で海外へ武者修行という形で派遣している（5ヶ月後の12月に帰国）。清宮の帰国後は所属選手の武者修行として海外への派遣は行われていなかったが、ウルティモ・ドラゴンの協力でメキシコにて若手選手を受け入れられる体制が作られたのを受け、宮脇純太が本人の希望により2022年6月よりメキシコへ無期限の武者修行という形で派遣され、イギリスでも若手選手を受け入れられる体制が整ったため、2023年には稲村愛輝が、2024年には小澤大嗣が本人の希望により共にイギリスへ無期限の武者修行という形で派遣されている。

### 海外進出
小橋や森嶋などがアメリカのWLWやROHに出場したり、ヨーロッパ各地を転戦するなど選手単位での海外進出は行われていた。2006年度より、本格的に海外進出を行うことが発表された。その第一段階としてアメリカに現地法人を設立し、物品の販売を行っていた。
2006年春に英語版の公式サイトを開設した。ヨーロッパ、ハワイ、台湾などでも試合中継が放送されている。
これまで他団体に選手を派遣する形のみであったノアは、ダグ・ウィリアムスらの協力を得て、2008年6月21日（現地時間）に、イギリス・コヴェントリーで初の海外興行を行った。会場には2,400人のファンが集まり、日本と同じく「コーバーシッ」、「ミッサーワ」のコールも起こり、紙テープも乱れ飛んだ。試合後、ファンから「プリーズ・カム・バック」コールが起こった。

## 歴史

### 2000年
- 5月28日、全日本プロレスの臨時取締役会にて三沢が代表取締役を解任。
- 6月13日、定例役員会にて三沢が取締役を辞任し全日本プロレスを退団。
- 6月16日、三沢が新団体設立を発表。会見には三沢と同じく全日本を退団した25名の選手と、レフェリーのマイティ井上も同席。
- 7月4日、団体名が「プロレスリング・ノア」に決定。三沢が初代代表取締役社長に就任。
- 7月7日、株式会社プロレスリング・ノア設立。
- 8月5日、旗揚げ戦を事務所と道場があるディファ有明で開催。

### 2001年
- 4月7日、日本テレビ放送網で中継開始。
- 7月27日、初の日本武道館大会を開催[注 3]。

### 2004年
- 7月10日、初の東京ドーム大会「Departure 2004」を開催。

### 2005年
- 7月18日、東京ドーム大会「Destiny 2005」を開催。

### 2006年
- 3月21日、ディファ有明でノア主催の若手選手による興行「プロレスリング・セム」を開催。
- 9月12日、将来的な統一機構の設立を目指したプロレス団体連合組織「グローバル・レスリング連盟」を発足。

### 2009年
- 6月13日、三沢が広島県立総合体育館小アリーナ大会での試合中に頭部を強打し、搬送先の広島大学病院で死去。
- 7月6日、人事が一新され田上明が三沢の後を引き継ぎ2代目代表取締役社長に就任し、小橋建太と丸藤正道が取締役副社長に就任[2]。
- 7月10日、新人事で相談役に就任した百田光雄が、小橋を社長に推薦するも受け入れられなかった事を理由に辞表を提出して受理され、ノアを退団[3][4]。

### 2010年
- 6月13日、新日本プロレスや全日本プロレスと共に共通ライセンス構想を打ち出し、ライセンス発行開始の記者会見を行う予定であったが、前日になって全日本側が会見をキャンセルし同構想は実現せず。
- 11月21日、ハーリー・レイスが第2代GHCタイトル管理委員長に就任[5]。

### 2011年
- 4月、馬場の姪である馬場トシ子が経理部長として入社[6]。

### 2012年
- 1月15日、ケビン・フォン・エリックがGHCタイトル管理委員に就任[7]。
- 7月23日、力皇猛がGHCタイトル管理委員に就任[8]。

### 2016年
- 11月1日、株式会社プロレスリング・ノアから「エストビー株式会社」に運営・興行・関連事業を譲渡[9]。エストビー社代表の不破洋介が社長職に、エストビー社執行役員で元全日本プロレス代表取締役社長の内田雅之が会長職に、プロレスリング・ノア前代表取締役社長の田上明が相談役に就任[10]。また、株式会社プロレスリング・ノアが、株式会社ピーアールエヌに商号変更。
- 11月7日、エストビー株式会社が社名を「ノア・グローバルエンタテインメント株式会社」に変更[11]。

### 2017年
- 1月、道場を要する本拠としていたディファ有明が2018年6月に閉鎖されることに伴い、事務所を水道橋に移転[12]。
- 2月7日、インパクト・レスリングとの業務提携を発表[13][14]。

### 2018年
- 5月25日、東方英雄伝と業務提携契約を締結[15]。

### 2019年
- 1月29日、「リデットエンターテインメント株式会社」がノア・グローバルエンタテインメント株式会社の株式75%を取得し、ノアはリデット社の子会社となる[16]。また、事務所を有楽町へ移転[17]。
- 3月10日、横浜文化体育館大会からリングマットの色や団体のロゴを一新[18]。
- 5月31日、役員人事異動により不破洋介が代表取締役社長を退任し、リデットエンターテインメント代表取締役社長の鈴木裕之が代表取締役、元新日本プロレス執行役員の武田有弘が取締役社長に就任[19]。
- 7月26日、アメリカのMLWと選手派遣に関するパートナーシップ契約を締結[20]。
- 11月18日、役員人事で前取締役社長の武田有弘が代表取締役社長に就任[21]。
- 12月5日、メキシコのIWRGと選手派遣に関するパートナーシップ契約を締結[22]。

### 2020年
- 1月29日、「株式会社サイバーエージェント」がノア・グローバルエンタテインメント株式会社の全株式を取得し、サイバーエージェント社の連結子会社となる[23]。新社長には同じサイバーエージェント傘下でもあるDDTプロレスリング代表取締役社長の高木三四郎が、副社長に丸藤正道が就き、前社長の武田有弘が執行役員に就任する[24]。
- 4月1日、事務所を新宿へ移転[25]。
- 7月27日、株式会社DDTプロレスリング、ノア・グローバルエンタテインメント株式会社、株式会社DDTフーズの3社経営統合を発表[26]。9月より、株式会社CyberFightの運営するブランドとなる。

### 2021年
- 2月12日、11年振りとなる日本武道館大会を開催した。
- 6月6日、さいたまスーパーアリーナ大会で、DDTプロレスリング、東京女子プロレスの合同興行CyberFight Festival 2021が、行われ大成功となった。
- 8月15日、神奈川・カルッツかわさき大会で、2022年1.1日本武道館大会を開催する事が発表される。
- 11月20日、ABEMA格闘ch放送の緊急記者会見にて、1月8日に新日本が行う大会「WRESTLE KINGDOM 16 in 横浜アリーナ」にて新日本vsノアの対抗戦が行われることが発表された。ノアからは清宮海斗、新日本からは棚橋弘至が登壇した[27]。
- 11月26日、NOAHJrの新ブランドであるN innovationが発足し、来年1月の横浜大会からスタートする。

### 2022年
- 1月1日、元日に日本武道館大会「ABEMA presents NOAH "THE NEW YEAR" 2022」を開催。その際、7月16日と23年元日にも武道館大会開催決定
- 1月5日、東京ドームで行われた新日本プロレスの興行『WRESTLE KINGDOM 16』に、ノア所属の選手全員でリングに登場、拳王と清宮が中心となり宣戦布告。
- 1月8日、横浜アリーナにて『WRESTLE KINGDOM 16』にて新日本との対抗戦を行う。全試合それぞれの団体に分かれ対戦した（第5試合のみKENTA欠場により、ノア側に矢野通が参加した）。1分け4勝6敗と惜しくも負け越す形となった。

### 2023年
- 1月1日、元日に日本武道館大会「ABEMA presents NOAH "THE NEW YEAR" 2023」を開催。グレート・ムタとWWEの中邑真輔のシングルマッチがメインを飾った。
- 1月22日、横浜アリーナにてムタ ラストマッチ「GREAT MUTA FINAL " BYE-BYE"」を開催。スティング、ダービー・アリンが参戦した。
- 2月21日、東京ドームにて武藤敬司引退興行「KEIJI MUTO GRAND FINAL PRO-WRESTLING "LAST" LOVE〜HOLD OUT〜」が開催された。ノアの東京ドーム大会はDestiny 2005以来18年ぶりとなった。

### 2024年
- 2月24日、「Victory Challenge Tag League」と新たに改称し4年ぶりとなるタッグリーグ戦を開催。
- 5月16日、佐々木憂流迦、Eitaが正式入団を発表。

### 2025年
- 2月13日、KENTAが約11年ぶりの正式入団を発表。

## 他団体との交流
新日本プロレス
かつては秋山と永田の会合を皮切りに新日本プロレスとは三沢-蝶野正洋ラインを中心に行われ、GHCジュニアヘビー級王者になっていた獣神サンダー・ライガーが参戦した2004年7月のノア東京ドーム大会まで本格的な交流が続いた。2005年5月14日の新日本東京ドーム大会には三沢が、同年7月のノア東京ドーム大会には、棚橋弘至が出場した。
2008年9月27日のノア大阪大会で、高橋裕二郎と内藤哲也のNO LIMITがGHCジュニアタッグに挑戦したが敗北した。
2009年1月4日、新日本東京ドーム大会に三沢・杉浦・秋山・佐野が出場。同年に開催されたBEST OF THE SUPER Jr.にノアの所属選手として菊地・青木の2名が初参加している。2011年に入り、新弟子の養成について実質的な提携を行う方針が明らかにされた（詳細については後述。）。2013年以降は矢野通&飯塚高史がGHCタッグ王者に、ライガー&タイガーがGHCジュニアタッグ王者となり、2012年・2013年にはグローバル・リーグ戦に永田が参戦、2013年には優勝している。
2013年5月の小橋の引退試合では、永田・小島・棚橋が、8月の丸藤正道15周年試合ではタイガー・ライガーに加え中邑真輔とエース級の選手が参戦している。それ以降も中堅、ベテラン選手を中心に頻繁にノアのリングに上がり、ノアの選手も新日本の興行に出場していた。2015年1月から鈴木軍がノアへ参戦した。鈴木軍の選手は、新日本所属または新日本がブッキングした選手であるが、新日本には参戦せずノアの興行に参戦していた。2016年11月のノアの経営譲渡に伴い、鈴木軍や邪道&外道、矢野など新日本の選手が同年をもって撤退した。
その後、暫く両団体の接点はなかったが、2022年1月8日、新日本プロレスが主催する横浜アリーナで開催された「WRESTLE KINGDOM 16 in横浜アリーナ」で団体同士の対抗戦が行われた。更に、6月には小島聡が参戦しその後レギュラー参戦。また、10月に行われた有明アリーナ大会には棚橋弘至、真壁刀義、本間朋晃の3選手が参戦。2023年9月3日の大阪大会から、ヤングライオンの大岩陵平が初の「国内他団体への武者修行」という形で参戦していた。
全日本プロレス
ノア設立の経緯からしてそもそも交流はあり得ないと考えられていた全日本プロレスとは、三沢らの全日本プロレス離脱の一因となった馬場元子が全日本の経営から離れて武藤が社長になっていたこともあり、2004年7月10日のノア東京ドーム大会で三沢と武藤のタッグ対決が実現した。その後、同月18日の全日本両国国技館大会に三沢が4年ぶりに古巣参戦を果たし、小島と対戦した。10月には、武藤のデビュー20周年記念興行で三沢が武藤とタッグを結成している。以後はVOODOO-MURDERSや佐々木健介、中嶋勝彦、曙、NOSAWA論外、MAZADAなどといった全日本系フリーのユニットや選手が、ノアマットに次々と上陸している。中には、全日認定の王座を保持したままノアの大会へ出場したこともあった。鈴木みのる/三冠王者＝2006年12月10日・日本武道館、近藤修司/世界ジュニアヘビー級王者＝2006年11月1日・後楽園ホールなど。後述のディファカップといった単発興行での接触もあった。2009年9月27日、日本武道館で行われた三沢追悼興行では武藤が参戦し、田上と社長タッグを組み高山善廣とタッグを組んだ小橋と初遭遇した。2010年に入ると、新日本・全日本・ノアの3団体で調整が進められていた共通ライセンス構想から全日本が一方的に離脱したこと（詳細は、プロレスラー#共通ライセンス構想を参照されたい。）などから、一時交流が断絶した。しかし、2011年の東日本大震災、及びALL TOGETHER開催を契機に関係が徐々に改善。同年4月に開催された全日本のチャンピオン・カーニバルに秋山が参戦するなど、一部で交流が再開した。その後秋山が三冠王者となった事から、定期的に全日本のリングに上がった。2012年には、近藤修司や大和ヒロシ、カズ・ハヤシに加えて諏訪魔が単発ではあるもののノアに参戦している。2013年以降、ノアを離脱した秋山・潮崎・金丸・鼓太郎・青木の5人がフリーとして（後に正式に入団。後に潮崎、金丸、鼓太郎は離脱）全日本を主戦場としていることや、全日本のオーナーとなった白石伸生氏が他団体との交流を凍結し鎖国すると発言するなどし疎遠となった。その後は直接的な交流はない状況が続いていたが、2018年のチャンピオンカーニバルに丸藤が出場。同年9月の丸藤デビュー20周年記念興行に秋山・大森・青木の3人が参戦した。2019年8月の青木篤志追悼興行にノアから丸藤・杉浦・谷口・熊野の4選手が参戦し、同年9月のノア大阪大会には秋山が出場した。2023年には拳王&征矢が世界タッグ王座に就き、同年のN-1 VICTORYに安齊勇馬が初出場するなど、交流が続いている。
プロレスリングZERO1
ヘビー級はプロレスリングZERO-ONE時代に橋本真也や大谷晋二郎、田中将斗らが参加した。ジュニアヘビー級は、プロレスリングZERO1-MAXの親会社であるファースト・オン・ステージとノアの共催で行われたディファカップでの繋がりから、日高郁人と藤田ミノルが参戦するようになった。KENTAや杉浦貴、菊地毅らがZERO1-MAXに度々参戦していた。FOSの中村祥之代表とノア首脳（仲田）とのパイプは、FOSがグローバル・レスリング連盟設立案をノアに持ち込むなどかなり強く、プロレスリング・セムの興行に日高を送り込んだり、GPWA興行で若手の混成タッグを結成したり、大谷が小橋欠場で空位になったGHCタッグ王座決定トーナメントに村上和成（当時ビッグマウス・ラウド）とのコンビで出場していた。2007年に齋藤彰俊が火祭りに参戦して以降は交流が途絶えていたが、2012年、グローバルタッグリーグに大谷と橋本大地が出場し、同年5月には丸藤がZERO1に参戦した。2014年に合同興行を開催し、2017年の火祭りには拳王が出場し、2021年の火祭りには、稲村愛輝が出場した。2021年には杉浦貴が、2024年には齋藤彰俊が、ZERO1の管理する世界ヘビー級王座を奪取する一方、2023年には田中将斗がノアの管理するGHCハードコア王座の初代王者となるなど、両団体の活発な交流は続いている。
WRESTLE-1
2019年12月31日の大阪大会に清宮と中嶋が参戦。また中嶋はWRESTLE-1チャンピオンシップの戴冠経験がある。2020年の活動停止後は武藤敬司、征矢学、吉岡世起、稲葉大樹、藤村加偉らが定期参戦。武藤、征矢、吉岡、稲葉、アレハンドロは後に正式にノア所属となった。
GLEAT
運営会社のリデット・エンターテインメントはGLEAT旗揚げ前はノアの親会社であった。その縁もありプレ旗揚げ戦に拳王、杉浦、谷口が出場し協力したが、プレ旗揚げ戦以降の交流は途絶えている。
大日本プロレス
以前はデスマッチ路線を主体としていたため直接な交流がなかった。2011年3月、ドイツのwXwへ潮崎と鼓太郎が遠征した際、当時大日本プロレスのレフェリーだった李日韓が、潮崎と鼓太郎の試合をレフェリングした。2013年、石川晋也が大日本所属として初めてノア興行に参戦。その後、石川と義人がGHCタッグ王座へ挑戦し、関本がグローバル・リーグ戦に出場。2014年、大日本の興行にノアから丸藤や杉浦らが参戦した。2015年のグローバル・リーグ戦に関本大介&橋本和樹が参戦し、2017年のグローバル・リーグ戦に野村卓矢が参戦した。その後も断続的に交流が行われている。
DDTプロレスリング
ディファカップなどでの単発的な接触はあったが、それ以外ではプロレスリング・セムの興行に飯伏幸太が、ノアの選手会興行に男色ディーノが秋山のセコンドとして出場した。2007年4月1日のDDTプロレスリングの大会に丸藤が男色ディーノと組んで、KUDO&マッスル坂井組と対戦し所属選手初のDDTマット参戦を果たした。同年5月6日に開催された「ディファフェスタ」のDDT主催興行「Cruiser's Game」にKENTAが出場し、KUDOとシングルマッチを行った。同年6月-7月のシリーズには、飯伏がノアに限定ながら参戦を果たし、丸藤とのタッグで日テレ杯争奪ジュニアヘビー級タッグリーグ戦に参加している。その後も選手派遣などの交流が続き、同年12月9日のDDT新潟フェイズさよなら興行には三沢がシークレット扱いで、鼓太郎と共に初参戦を果たした。2014年8月12日のセムに、当時ユニオンプロレスの木髙イサミが参戦し、その後もノアの興行に出場している。2015年9月には、KUDOと梅田公太が日テレG+杯争奪ジュニアヘビー級タッグリーグ戦に出場した。2017年、DDTのブランドであるDDT NEW ATTITUDEに潮崎が参戦し、同年8月の両国国技館大会には丸藤が出場、HARASHIMAと組みKO-Dタッグ王座を獲得した。それ以降、ガンバレ☆プロレスの石井慧介や岩崎孝樹が定期的に参戦する等、交流が行われている。2020年1月29日、ノアが株式会社サイバーエージェントの連結子会社となり、DDTの高木三四郎がノアの代表取締役社長に就任した。経営統合後、DDTとは同じグループの連結子会社の関係ではあるが、基本的には『CyberFight Festival』のようなイベント色の強い興行以外では、積極的な交流は行われていないが、NOAHの別ブランド『LIMIT BREAK』では定期的に交流しており、2025年には、遠藤哲哉がレギュラー参戦を発表しそのまま参戦している。
プロレスリングFREEDOMS
2020年、進祐哉がマスクマン「サルバへ・デ・オリエンテ」として参戦後、素顔を明かした。その後 進はフリーへ転向し2022年まで参戦した。
みちのくプロレス
丸藤がザ・グレート・サスケと対戦したが、その後は両団体の交流はなかった。しかし2007年7月には、単発ながら同団体所属の気仙沼二郎がノアの気仙沼大会に出場している。2010年にはジュニアヘビー級タッグリーグ戦にサスケと剣舞が参戦し、2011年には拳王と剣舞が参戦。2013年には石森太二が保持するGHCジュニアヘビー級王座に野橋太郎が挑戦するなど、単発的ではあるが交流している。2014年より拳王がみちのくプロレス所属のままノアの全試合に参戦し、2015年には正式に所属となった。2019年には新崎人生が、2020年にはディック東郷が参戦。またムタ引退興行には白使が復活。新崎人生も徳島興行などに参戦している。
大阪プロレス
初代GHCジュニアヘビー級タッグ王座決定トーナメントに村浜武洋が参戦。2010年には、小峠篤司と原田大輔が日テレ杯争奪ジュニアヘビー級タッグ・リーグ戦へ参戦。以後、単発的にノアへ参戦し、GHCジュニアヘビー級タッグ王座にも挑戦している。このため関西地区の興行を中心に、他の大阪プロレス所属選手が単発的に参戦する機会も増えていた。2012年の小峠を皮切りに、原田やタダスケがノアに移籍している。2014年、経営方針が変更され所属選手を持たない興行体制に変わったが、ノアの興行に元大阪プロレスの選手が参戦し、大阪プロレスの興行にノアの選手が参戦するなど交流は続いていた。2021年に事業譲渡により再び団体として活動を再開したが、交流は行われていない。
DRAGONGATE
ディファカップなどで単発的な接触はあったが、共に業務提携しているROHの日本ツアーにおいてノアが東京大会、DRAGON GATEが大阪大会をサポートした。2007年にはGHCジュニアタッグ王者の鼓太郎&マルビン組に土井&吉野組、新井&岩佐組、堀口&土井組が連続して挑戦し、その後再挑戦した土井&吉野組がタイトルを奪取した。またタイトルマッチとは関係なくCIMAやドラゴン・キッドなども参戦し丸藤らと対戦しているが、ROHとDRAGON GATEの業務提携解消もあり、関係が途絶えていたが2019年に望月成晃、2021年にはEitaが参戦し、暫定的ではあるが交流が再開している。そして2021年大阪大会に、拳王と覇王（当時・金剛）が、オープン・ザ・ツインゲート王座に挑戦している。2022年11月11日には合同興行を開催した。2023年福岡大会で、清宮海斗＆アレハンドロ組がツインゲート王座を獲得した。
2AW（旧：KAIENTAI DOJO）
KAIENTAI DOJO時代は、2004年10月にTAKAみちのくが金丸のGHCジュニアヘビー級王座へ挑戦、2007年4月に丸藤がK-DOJOの興行に出場、2011年7月に開催された日テレG+杯争奪ジュニアヘビー級タッグリーグ戦に負傷欠場となった石森の代わりに、滝澤大志がザック・セイバーJr.と組み出場した程度であったが、2012年から同タッグリーグに旭志織とヒロ・トウナイのタッグが3年連続で出場し、単発的ではあるが他の興行にも出場してGHCジュニアタッグ王座にも挑戦している。他にも梶トマトや本田アユムがノアの興行に出場し、逆にK-DOJOの興行にノアの選手が出場するなど交流が行われている。2016年まで社長のTAKAが鈴木軍の一員としてノアに継続参戦していたが、鈴木軍撤退以降はTAKAの参戦はなくなった。代わりに、リッキー・フジ、洞口義浩、吉野コータロー、柏大五郎、稲松三郎、マリーンズマスク、滝澤大志などの所属選手がノアの興行に出場したが、それ以降関係が疎遠となり交流は途絶えている。
ダブプロレス
所属選手のHAYATAとYO-HEYが定期参戦し2017年9月にノアへ移籍したが、一時はノアとタブプロレスとの兼任所属となっていた。現在は所属選手の木下亨平がノアの興行へ定期的に出場している。
道頓堀プロレス
旗揚げ当初は所属選手の派遣等行っていた。その後関係が疎遠となっていたが、2024年2月の興行『LIMIT BREAK.1 -Starting Over-』に所属選手の菊池悠斗と晴斗希が出場し交流が再開、以後両選手が『LIMIT BREAK』シリーズにレギュラー的な形で参戦した後、それぞれ本興行にも参戦している。
JTO
代表のTAKAみちのくが2024年2月15日の興行に出場した事を契機に、以降所属選手の交互派遣が開始されている。
ビッグマウス・ラウド
2005年11月の日本武道館大会に柴田勝頼が出場し、KENTAのパートナーとしてGHCタッグ選手権に挑戦した。同年12月のBML第2回興行には、齋藤彰俊が出場している。2006年6月のBML第6回興行には、丸藤と森嶋が出場した。しかし、同年8月に柴田がビッグマウス・ラウドを退団。ノアでKENTAとのタッグ再開を予定していたがその後、柴田は総合格闘技に活動の中心をシフトした。同年10月には、村上和成・臼田勝美・原学がノアに参戦し、村上は三沢とシングルマッチで対戦している。そのことを裏付けるかのように、村上らは同じGPWAの主幹団体であるZERO1-MAX（現：ZERO1）にもほぼ同じ時期からレギュラー参戦しており、村上は同年11月のGHCタッグ王座決定トーナメントにもZERO1の大谷とのコンビでノアに再上陸、更に同じくZERO1の高岩も含めたトリオで12月の横浜大会にも引き続き参戦した。2006年12月、もう一方の上井が興した興行UWAI STATIONの旗揚げ戦に、ノアの常連フリー選手の高山・鈴木・SUWAがタッグを組んで出場し、さらには直前に行われたノアのシリーズに参戦した外国人選手のブライアン・ダニエルソンも同じく出場している。2007年、村上は丸藤の呼びかけに対して乱入という形で参戦を果たし、同年6月の横浜大会では暴走の果てに丸藤に勝利したが、その後、怪我をきっかけに出場が途絶えた。2010年、村上と臼田が再度ノアに参戦したが、試合中に乱闘騒ぎを起こしノーコンテストとなった。その1週間後、力皇とモハメド・ヨネが保持していたGHCタッグ王座に挑戦したが敗れた。
キングスロード
三沢たちがかつて所属していた全日本プロレスが掲げていた「王道」をその名に冠する団体であることなどから、交流の可能性は皆無と見られていた。しかし、2006年4月の同団体の興行に三沢を含め4選手が参加することとなった。その後、キングスロード自体がZERO1-MAX（現：ZERO1）に吸収されるような形となった。
ダイヤモンド・リング
2005年の東京ドーム大会に健介と中嶋勝彦が初参戦した。以降もスポット参戦していたが、2008年からはプロレスリング・セムの共同開催を始め、グローバル・タッグリーグ戦への参戦やシリーズ継続参戦など、本格的な交流を開始していた。2008年9月に健介がGHCヘビー級王者に君臨したり、その後も頻繁に門下生をノアへ派遣するなど、自主興行数が少ない所属選手の主戦場となっていた。2014年に健介の引退に伴い団体として活動休止となったため、元所属であった北宮光洋がノア所属となり、中嶋も2015年7月にダイヤモンド・リングを退団しフリーとして引き続きノアに参戦した後、2016年1月に北宮と同様にノア所属となった。
フーテン・プロモーション
ノアの旗揚げメンバーである池田大輔が設立。
スポルティーバエンターテイメント
ヒデ久保田とヤス久保田がスポルディーバに所属していた際は頻繁に参戦していた。
ドラディション
藤波辰爾が三沢とタッグを結成したり、西村修や吉江豊がスポット参戦したことはあったが、3選手とも新日本プロレス所属時代であったため無我旗揚げ以降は接触が無かった。2007年9月9日の日本武道館大会で三沢&潮崎組と藤波&西村組の特別試合が行われ、三沢と藤波は2005年5月14日の新日本プロレス東京ドーム大会でのタッグ結成以来、同じリングに上がった。2013年12月7日に行われた田上の引退試合には、田上本人の希望で藤波が参戦した。以降、ドラディションの興行にノアの選手が出場するなど交流が再開され、長井満也やLEONAがノアの興行に定期参戦している。
I.W.A.JAPAN
浅野起州オーナーは元全日本プロレスのプロモーターであり、その縁もありノア旗揚げ直後は頻繁に選手を派遣していた。2010年10月にIWA側がUMA軍とノアの対抗戦を申し込み、ノア側では新ブランド「HONA」による選手派遣という形でこれに応じることとなり、久々に交流が復活しSEMにUMA軍団が参戦した。また、小峠が浅野オーナーの経営する花膳の看板息子にされている。
暗黒プロレス組織666
2004年に行われた666ディファ有明大会の試合中、当時の社長であるザ・クレイジーSKBが備品の破壊やノアの事務所に乱入したことにより、以降ディファ出入り禁止となっていた。2014年8月12日のセムに宮本裕向が参戦し、以降もノアの興行に出場している。
パンクラス
2015年からパンクラスMISSION所属の鈴木が鈴木軍の一員として参戦していたが、2016年12月に撤退している。2019年からパンクラスイズム横浜所属のロッキー川村が継続的に参戦していた。2024年になってからは鈴木が再びノアで試合を行うようになり、パンクラスMISSION所属の 佐藤光留もノアの興行に出場している。
WWE
副社長を務めていたジョニー・エースがノアの関係者とは旧知の仲で、2008年8月18日に森嶋、8月31日に潮崎がダークマッチに出場している。2014年7月、KENTAが公開契約という破格の扱いで入団している。2023年1月1日、ノア日本武道館大会に中邑真輔が参戦している。2024年7月13日の日本武道館大会にAJスタイルズが参戦、同年のN-1 VICTORYにNXTより2選手が参戦するなど、関係強化の動きが見られる。
TNA
エディ・エドワーズがGHCヘビー級王座、サモア・ジョー&マグナス組がGHCタッグ王座を獲得している。
ROH
ブライアン・ダニエルソンがGHCジュニアヘビー級王座を獲得している。ジェイ・ブリスコ&マーク・ブリスコ組がGHCジュニアヘビー級タッグ王座を獲得している。
MLW
ティモシー・サッチャーがGHCタッグ王座を獲得している。
WLW
第2代GHCタイトル管理委員長のハーリー・レイスが設立。
PWI
ノアの常連外国人選手であるマイケル・モデストとドノバン・モーガンが設立。
WCP
Marvelousがパートナーシップ契約を結んでおり、その仲介で選手の派遣や招聘等の交流が行われている。
AAA
森嶋&石森組、潮崎&青木組がAAA世界タッグ王座を獲得している。
IWRG
イホ・デ・ドクトル・ワグナー・ジュニアがGHCヘビー級王座、GHCナショナル王座、GHCタッグ王座を獲得している。
IPW:UK
2019年1月15日、IPW:UKバッキンガムシャー大会で行われた初代IPW:UKジュニアヘビー級王座決定トーナメントに原田大輔、HAYATA、タダスケ、YO-HEY出場して優勝した原田が初代王者になった。
プログレス・レスリング
選手の相互派遣等の交流が行われており、稲村愛輝や小澤大嗣が武者修行を行っている。

## ブランド
プロレスリング・セム
若手選手による興行。
MONDAY MAGIC
隔週月曜夜7時に開催している興行。

## タイトルホルダー
| タイトル                      | 保持者                            | 歴代   |
| ----------------------------- | --------------------------------- | ------ |
| GHCヘビー級王座               | KENTA                             | 第48代 |
| GHCナショナル王座             | ガレノ                            | 第17代 |
| GHCタッグ王座                 | マサ北宮 杉浦貴                   | 第72代 |
| GHCジュニアヘビー級王座       | YO-HEY                            | 第58代 |
| GHCジュニアヘビー級タッグ王座 | ドラゴン・ベイン アルファ・ウルフ | 第63代 |
| GHC女子王座                   | 彩羽匠                            | 第2代  |
| GHCハードコア王座             | HAYATA                            | 第4代  |

| タイトル                     | 覇者              | 年代   |
| ---------------------------- | ----------------- | ------ |
| Victory Challenge Tag League | 清宮海斗 大岩陵平 | 2024年 |
| N-1 VICTORY                  | 清宮海斗          | 2024年 |
| NOAH Jr. TAG LEAGUE          | AMAKUSA 宮脇純太  | 2025年 |

## 所属選手・主要参戦選手

### 正規軍
- 拳王
- 丸藤正道
- KENTA
- 佐々木憂流迦
- 遠藤哲哉（DDTプロレスリング）
- 藤田和之
- ジャック・モリス（フリー）
- Eita
- HAYATA
- 谷口周平
- 近藤修司（フリー）
- AMAKUSA
- 宮脇純太
- スペル・クレイジー（フリー）
- ドラゴン・ベイン（フリー）
- アルファ・ウルフ（フリー）
- 小田嶋大樹
- 稲村愛輝〈海外遠征中〉
- ブラックめんそーれ（フリー）

#### TEAM NOAH
- 潮崎豪
- モハメド ヨネ
- 小峠篤司
- Hi69〈欠場中〉
- 大原はじめ

### ALL REBELLION
- 清宮海斗
- ガレノ（フリー）
- 晴斗希
- アレハンドロ
- カイ・フジムラ

### TEAM 2000X
- OZAWA
- 杉浦貴
- マサ北宮
- ダガ（フリー）
- タダスケ
- オオワダサン〈海外遠征中〉
- ヌル（フリー）
- ヨシ・タツ（フリー）

### 情熱RATEL'S
- 征矢学
- 稲葉大樹
- サクソン・ハックスリー（英語版）（フリー）
- YO-HEY
- 菊池悠斗（道頓堀プロレス）

## スタッフ

### レフェリー
- 西永秀一
- 中山真一
- 塚越佳祐

### リングアナウンサー
- G-Man
- 奥田亮（フリー）

### トレーナー
- 長濱健人

### GHCタイトル管理委員
- ケビン・フォン・エリック
- 力皇猛

## 役員
- 代表取締役社長 : 岡本保朗
- 取締役副社長 : 高木規
- 取締役副社長 : 丸藤正道
- 取締役 : 西垣彰人
- 取締役 : 武田有弘

## 歴代リーグ戦
- モーリシャス杯争奪リーグ戦
- GLOBAL Jr. TAG LEAGUE
- GLOBAL Jr. LEAGUE

## 歴代所属選手
- 秋山準（全日本プロレス→2000年 - 2012年→フリー→全日本プロレス→DDTプロレスリングにレンタル移籍→フリー→DDTプロレスリング）
- 浅子覚（全日本プロレス→2000年 - 2002年引退）
- 池田大輔（プロフェッショナルレスリング藤原組→格闘探偵団バトラーツ→フリー→2000年 - 2004年→フーテン・プロモーション）
- 石森太二（闘龍門X→Dragondoor→プロレスリングElDorado→フリー→2008年 - 2018年→フリー→新日本プロレス）
- 伊藤旭彦（2005年 - 2010年引退）
- 井上雅央（全日本プロレス→2000年 - 2012年→フリー）
- エディ・エドワーズ（アメリカのインディー団体→フリー→2005年→フリー→ROH→TNA）
- 太田一平（2005年 - 2009年引退）
- 大森隆男（全日本プロレス→2000年 - 2003年→フリー→WJプロレス→フリー→プロレスリングZERO1-MAX→フリー→全日本プロレス→フリー）
- 岡田欣也（2018年 - 2023年引退）
- 小川良成（全日本プロレス→2000年 - 2024年引退）
- 金丸義信（全日本プロレス→2000年 - 2012年→フリー→全日本プロレス→フリー→新日本プロレス）
- 川畑輝鎮（SWS→NOW→新東京プロレス→フリー→2001年 - 2009年→フリー）
- 菊地毅（全日本プロレス→2000年 - 2009年→フリー）
- クワイエット・ストーム（アメリカのインディー団体→フリー→2015年 - 2020年→フリー）
- 熊野準（2013年 - 2020年休業→フリー）
- 小橋建太（全日本プロレス→2000年 - 2011年→フリー→2013年引退）
- 齋藤彰俊（フリー→WMA→フリー→誠心会館→新日本プロレス→フリー→2006年 - 2012年→フリー→2014年 - 2024年引退）
- 佐野巧真（新日本プロレス→UWFインターナショナル→キングダム→高田道場→フリー→2001年 - 2012年→フリー→2020年引退）
- ジェイク・リー（全日本プロレス→フリー→2023年 - 2024年→新日本プロレス）
- シェイン・ヘイスト（EPW→2013年 - 2015年→フリー→NXT→WWE→フリー→新日本プロレス）
- 志賀賢太郎（全日本プロレス→2000年 - 2009年→フリー）
- 鈴木鼓太郎（2001年 - 2012年→フリー→全日本プロレス→フリー→J-Athlete→GLEAT）
- 田上明（全日本プロレス→2000年 - 2013年引退）
- 高山善廣（UWFインターナショナル→フリー→全日本プロレス→2000年 - 2001年→高山堂）
- 友寄志郎（2015年 - 2016年引退→2021年に格闘家として復帰）
- 中嶋勝彦（WJプロレス→健介オフィス→ダイヤモンド・リング→フリー→2016年 - 2023年→フリー）
- NOSAWA論外（PWC→DDTプロレスリング→フリー→東京愚連隊→GLEAT→2020年 - 2023年引退）
- 橋誠（全日本プロレス→2000年 - 2009年→フリー→2012年引退）
- 平柳玄藩（2005年 - 2016年引退）
- 本田多聞（全日本プロレス→2000年 - 2009年→フリー）
- マーシャル・フォン・エリック（WLW→2012年 - 2013年→フリー→MLW→AEW）
- マイキー・ニコルス（EPW→2013年 - 2015年→フリー→NXT→フリー→新日本プロレス）
- 武藤敬司（新日本プロレス→全日本プロレス→WRESTLE-1→フリー→2021年 - 2023年引退）
- 原田大輔（大阪プロレス→2013年 - 2023年引退）
- 百田光雄（日本プロレス→全日本プロレス→2000年 - 2009年→フリー→天龍プロジェクト→リキエンタープライズ）
- 森嶋猛（全日本プロレス→2000年 - 2015年引退）
- 矢野安崇（2020年 - 2023年→フリー）
- 力皇猛（全日本プロレス→2000年 - 2012年引退）
- リッキー・マルビン（CMLL→フリー→2006年 - 2013年→フリー→AAA→フリー）
- ロス・フォン・エリック（WLW→2012年 - 2013年→フリー→MLW→AEW）
- 吉岡世起（レッスルゲート→WRESTLE-1→フリー→2020年 - 2023年→フリー）

## 歴代ユニット
- RO&D
- ANMU
- 色男軍
- WAVE
- 男前軍
- KAOS
- S.A.T
- 潮崎軍
- 鈴木軍
- STERNNESS
- Special4
- ダークエージェント
- 超危暴軍
- TMDK
- DISOBEY
- 名古屋維真軍
- ノア・ヘルスクラブ
- NO FEAR
- NO MERCY
- BURNING
- パンチ軍団
- HOOLIGANZ
- FULL THROTTLE
- BRAVE
- M's alliance
- 杉浦軍
- 金剛
- Good Looking Guys
- STINGER

## 歴代タッグチーム
- アンチェインズ
- イケメンタッグ
- INFERNO
- 海王
- 革命マントヒーローズ
- K.E.S.
- ケンオーハラ
- ゴーカイタッグ
- THE TOUGH
- ジ・アグレッション
- 杉浦軍インターナショナル
- ダークエージェント・リターンズ
- XX
- TMDK
- 日英テクニシャン・タッグ
- New Browmans
- NO FEAR
- Back Breakers
- 反選手会同盟
- パンパーズ
- ピンク・ゴディ
- 50ファンキーパワーズ
- ブラバド・ブラザーズ
- ブリスコ・ブラザーズ
- マッスルタフネス
- もちまる
- モハメッドボンバーズ
- 桃の青春
- ヤノマルフジ
- WILD II
- タカ&サトシ
- AXIZ
- 金髪夫婦
- ケンケンタッグ

## 歴代スタッフ
- 山本義浩（レフェリー）
- 福田明彦（レフェリー）
- 大川正也（リングアナウンサー）
- 難波信二（リングアナウンサー）
- 松丸元気（リングアナウンサー）
- 味方冬樹（リングアナウンサー）
- 浅子覚（メディカルトレーナー）

## 歴代役員
株式会社ピーアールエヌ（旧：株式会社プロレスリング・ノア）
ノア・グローバルエンタテインメント株式会社

## 故人

### プロレスラー
- 青木篤志（2005年 - 2012年→フリー→全日本プロレス→2019年逝去）
- 泉田純（2000年 - 2009年→フリー→2017年逝去）
- 永源遙（2000年 - 2006年引退→2016年逝去）（取締役兼営業部長、常務取締役、相談役、GHC管理委員）
- 三沢光晴（2000年 - 2009年逝去）（代表取締役社長）
- ラッシャー木村（2000年 - 2004年引退→2010年逝去）（終身名誉選手会長）

### スタッフ・役員
- ジョー樋口（2000年 - 2010年逝去）（監査役、GHC管理委員長）
- 仲田龍（2000年 - 2014年逝去）（リングアナウンサー、渉外部長、取締役兼統括本部長、相談役、ゼネラルマネージャー）
- 百田義浩（2000年逝去）（取締役）
- マイティ井上（2024年逝去）（レフェリー）

## 来日外国人選手
- アーレス
- アビスモ・ネグロ
- アルファ・ウルフ
- アレックス・ハマーストーン
- アレックス・ペイン
- アレハンドロ・サエス
- アンソニー・グリーン
- イホ・デ・ドクトル・ワグナー・ジュニア
- ウィリアム・ミューラー
- ウェイド・チズム
- エース・スティール
- エクストリーム・タイガー
- ACH
- AJスタイルズ
- エディ・エドワーズ
- エル・アンヘル
- エル・イホ・デル・サント
- オモス
- カール・アンダーソン
- カイザー
- ガストン・マテオ
- ガレノ・デル・マル
- ガンジェロ・ハンコック
- キース・ウォーカー
- クラウディオ・カスタニョーリ
- クリス・ヒーロー
- クリス・リッジウェイ
- クワイエット・ストーム
- ゲーリー・ウルフ
- ゲイブ・キッド
- コーディ・ホール
- コルト・カバナ
- ザ・グラジエーター
- ザック・セイバー・ジュニア
- サモア・ジョー
- ジェームズ・ストーム
- ジェイク・ダーデン
- ジェイソン・ベイツ
- ジェイ・ブリスコ
- シェイン・ヘイスト
- シェルトン・ベンジャミン
- シベルネティコ
- ジミー・ヤン
- ジャイアント・バーナード
- ジャック・エバンス
- ジャック・モリス
- ジョー・ライダー
- ジョー・レジェンド
- ショーン・リッカー
- ジョシュア・ブランズ
- ジョシュ・バーネット
- ジョセフ・ルード
- ジョナ・ロック
- スーパースター・スティーブ
- スティーブ・コリノ
- スティング
- スコーピオ
- スコット・スタイナー
- スコット・ガーランド
- スティーブ・アンソニー
- スペル・クレイジー
- スレックス
- ダーク・オズ
- ダーク・クエルボ
- ダービー・アリン
- タイタス・アレクサンダー
- ダグ・ウィリアムス
- ダコタ
- ダニエル・クロス
- ダニエル・コベル
- チャーリー・マンソン
- ディーロ・ブラウン
- デイビーボーイ・スミス・ジュニア
- デイビー・リチャーズ
- ティモシー・サッチャー
- テッド・デビアス・ジュニア
- デュアル・フォース
- デリリアス
- トッド・スミス
- ドノバン・モーガン
- トム・ラティマー
- ドラゴン・ベイン
- ドラリスティコ
- ドリュー・ハンキンソン
- ドン・ハリス
- ナイジェル・マッギネス
- ニック・オールディス
- ニンジャ・マック
- ハーレム・ブラバド
- バイソン・スミス
- BJホイットマー
- フエルサ・ゲレーラ
- フェニックス
- ブキャナン
- 藤原ライオン
- フベントゥ・ゲレーラ
- ブライアン・ウェールマン
- ブライアン・ケイジ
- ブライアン・ダニエルソン
- ブライアン・ブレイカー
- ブラッド・ブラッドリー
- ブランドン・シルベストリー
- ブルーザー・バリー
- ブル・シュミット
- ベイダー
- ペサディーヤ
- ベンガラ
- ポール・ロンドン
- ボビー・フィッシュ
- マーク・ゴディカー
- マーシャル・フォン・エリック
- マーク・ブリスコ
- マイキー・ニコルス
- マイケル・モデスト
- マイケル・エルガン
- マグナス
- マット・ストライカー
- マット・マーフィー
- ムース
- ムーラット・ボスポラス
- ラプター
- ラレド・キッド
- ライノ
- ラファエル・ガルシア
- ランス・アーチャー
- ランス・ブラバド
- リーランド・レイス
- リチャード・スリンガー
- リッキー・スティムボート・ジュニア
- リッキー・マルビン
- リック・スタイナー
- リッパー
- ルイス・マンテ
- レイ・エスコルピオン
- レイ・ゴディ
- レイモンド・ロウ
- レネ・デュプリ
- ロス・フォン・エリック
- ロッキー・ロメロ
- ロデリック・ストロング
- ロバート・ストラウス
- ロブ・ヴァン・ダム
- ロン・ハリス

## 試合中継
放送中の番組
- プロレスリング・ノア中継（FIGHTING TV サムライ）[32]
- NOAH "NEW HOPE"（ABEMA）
- NOAH ABEMA中継（ABEMA）
- NOAH TIME（ABEMA）
- MONDAY MAGIC（WRESTLE UNIVERSE）

終了した番組
- プロレスリング・ノア中継（日本テレビ）
- プロレスNOAHスペシャル（日テレジータス）[33]
- NOAH di コロッセオ（日テレジータス）
- 独占NOAH情報（日テレジータス）
- NEXTノア（日テレジータス）
- ノアぷ〜（テレビ大阪）

## 関連番組
放送中の番組
- プロレスクラシック→プロレス激闘の記憶（日テレジータス）[34]
- 日テレプロレス中継アーカイ部【公式】（YouTube）[35]

終了した番組
- NOAH's ark（FIGHTING TV サムライ）
- NOAH di コロッセオ（日テレジータス）
- ノア方舟通信（FIGHTING TV サムライ、サムライ2）
- ゆにばーす・ばいぶる（ABEMA）

## 関連書籍
- This Is NOAH!（アミューズブックス）
- NOAHを創った男 三沢光晴の参謀（ベースボール・マガジン社）

## スポンサー
- ABEMA
- WRESTLE UNIVERSE
- ザ・リーヴ
- グロリアス製薬
- LINE
- テーブルマーク
- SmartNews